# Xã Valley Springs, Quận Minnehaha, Nam Dakota
Xã Valley Springs (tiếng Anh: Valley Springs Township) là một xã thuộc quận Minnehaha, tiểu bang Nam Dakota, Hoa Kỳ. Năm 2010, dân số của xã này là 366 người.